# Stanley Miller

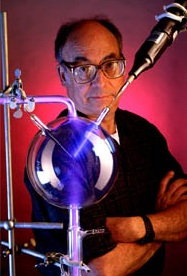
Stanley Miller

Stanley Lloyd Miller (* 7. März 1930 in Oakland, Kalifornien; † 20. Mai 2007 in National City, Kalifornien) war ein US-amerikanischer Biologe und Chemiker. Er gilt als Pionier der Suche nach dem Ursprung des Lebens. Nach ihm ist das Miller-Experiment (auch Miller-Urey-Experiment) benannt, einer der bekanntesten Versuche der Wissenschaft.

## Karriere
Miller studierte an der University of California in Berkeley und später an der University of Chicago. Das berühmte Miller-Experiment führte er im Jahr 1953 im Rahmen seiner Promotion (Thema: A production of organic compounds under possible primitive earth conditions) mit Harold Urey, der es anregte, durch. 1954 wurde er promoviert.
Nach einem einjährigen Aufenthalt am California Institute of Technology (1954–1955) war Miller bis 1960 an der Columbia University tätig. Ab 1960 war er Professor am Department of Chemistry der University of California in San Diego, wo er sich weiterhin mit den biochemischen Grundlagen der Entstehung des Lebens befasste.
1973 wurde Miller in die National Academy of Sciences gewählt.

## Das Miller-Experiment
Miller und Urey bildeten in einer Versuchsapparatur die angenommene methanhaltige Uratmosphäre und den Urozean der frühen Erde nach und setzten sie elektrischen Entladungen aus, die Blitze simulierten. Nach nur einer Woche hatte sich bei diesem Versuch ein beträchtlicher Teil (ca. 15 %) des Methans in andere organische Verbindungen umgewandelt, darunter auch mehrere in Proteinen vorkommende Aminosäuren. Dies war somit der erste Nachweis, dass grundlegende biologische Lebensbausteine unter möglichen (abiotischen) natürlichen Umgebungsbedingungen erzeugt werden können.
Dieses Resultat war Ausgangspunkt für viele ähnliche Versuche, die seitdem durchgeführt worden sind. So konnte inzwischen gezeigt werden, dass auch in Atmosphären mit anderer Zusammensetzung, die chemisch weniger reduzierend oder gar neutral sind, wie sie heute teilweise für die Uratmosphäre angenommen werden, wichtige Lebensbausteine produziert werden. Zwar ist die Ausbeute unter solchen Bedingungen im Allgemeinen geringer, andererseits werden vielfach auch Biomoleküle erzeugt, die im ursprünglichen Experiment von Miller und Urey nicht nachgewiesen wurden. Selbst unter simulierten Weltraumbedingungen wurde inzwischen die Erzeugung von organischen Molekülen nachgewiesen.

## Veröffentlichungen (Auswahl)
- Stanley L. Miller: A Production of Amino Acids Under Possible Primitive Earth Conditions. In: Science. Band 117, Nr. 3046, 1953, S. 528–529, doi:10.1126/science.117.3046.528, PMID 13056598.
- Stanley L. Miller, Harold C. Urey: Organic Compound Synthesis on the Primitive Earth. In: Science. Band 130, Nr. 3370, 1959, S. 245–251, doi:10.1126/science.130.3370.245, PMID 13668555.
- Kevin E. Nelson, Matthew Levy, Stanley L. Miller: Peptide nucleic acids rather than RNA may have been the first genetic molecule. In: Proceedings of the National Academy of Sciences of the United States of America. Band 97, Nr. 8, 2000, S. 3868–3871, doi:10.1073/pnas.97.8.3868, PMID 10760258, PMC 18108 (freier Volltext).